# Szászvessződ
Szászvessződ, románul: Veseud, falu Romániában, Erdélyben, Szeben megyében. Közigazgatásilag Szelindek községhez tartozik.

## Fekvése
Szentágotától délre fekvő település.

## Története
Vessződ, Szászvessződ nevét 1332–1335 között említette először oklevél Wozodya néven.
Későbbi névváltozatai: 1373-ban Wessodia, Vessodia (Ub II. 408), 1488-ban Weszod (Berger 66), 1733-ban Vesződ, 1806-ban Szász-Veszöd, 1808-ban Veszöd (Szász-), Zid ~ Ziedt ~ Zindt, Veszent, 1861-ben Veszsződ, Zied Sink, 1888-ban Szász-Vessződ (Wasied, Veseud), 1913-ban Szászvessződ.
A trianoni békeszerződés előtt Nagy-Küküllő vármegye Medgyesi járásához tartozott.